# Аксіома булеана
Аксіома існування булеана (аксіома множини підмножин) формулюється так: «з будь-якої множини можна утворити булеан, тобто таку множину {\displaystyle ~d}, яка складається з усіх власних і невласних підмножин {\displaystyle ~b} даної множини {\displaystyle ~a}». Згідно з теорією множин математично ця аксіома записується так:
{\displaystyle ~\forall a\;\exists d\;\forall b\;(b\in d\iff \forall c\;(c\in b\Rightarrow c\in a)\ )}
В аксіомі булеана вказаний тип множин (підмножини множини {\displaystyle ~a}), які повинні бути елементами утвореної множини {\displaystyle ~d}. Разом з тим, аксіома булеана не містить алгоритму знаходження всіх елементів утвореної множини {\displaystyle ~d}.
Аксіому булеана можна вивести з наступних висловлювань:
- {\displaystyle ~\exists d\;\forall b\;(b\subseteq a\Rightarrow b\in d)}

- {\displaystyle ~\forall d\;\exists c\;\forall b\;(b\in c\iff b\in d\land b\subseteq a)}

Перше з цих висловлювань - один з наслідків аксіоми булеана, а друге - одна з конкретизацій схеми виділень.
Керуючись аксіомою об'ємності, можна довести єдиність булеана для кожної множини {\displaystyle ~a}. Інакше кажучи, можна довести, що аксіома булеана рівносильна висловлюванню:
{\displaystyle ~\forall a\;\exists !d\;\forall b\;(b\in d\iff b\subseteq a)}, що є {\displaystyle ~\forall a\;\exists d\;(d=\{b:b\subseteq a\}\quad \land \quad \forall d'\;(d'\neq d\to d'\neq \{b:b\subseteq a\})\ )}.

## Альтернативні формулювання аксіоми
{\displaystyle ~\forall a\;\exists d\;\forall b\;(b\in d\iff b\subseteq a)}, де {\displaystyle ~b\subseteq a\iff \forall c\ (c\in b\Rightarrow c\in a)}
{\displaystyle ~\forall a\;\exists d\;(d=\{b:b\subseteq a\})}
{\displaystyle ~\forall a\;\exists d\;\forall b\;(b\notin d\iff \exists c\;(c\in b\land c\notin a))}